# Primož Korelc
Primož Korelc (prej poznan kot Bhikkhu Hiriko ali adžan Hiriko), je nekdanji slovenski budistični menih, danes specializant psihoterapije - logoterapevt, rojen * 27. marca 1985, Ljubljana. 
Bhikkhu Hiriko je bil slovenski budistični menih v teravadski tradiciji od leta 2005. Bil je član Društva theravadskih budistov Bhavana, čigar je bil oktobra 2003 soustanovitelj. Zaobljubo anagarike (postulant) je opravil v Italiji v Santacittarama Monastero Buddhista v avgustu 2004. Še istega leta je odšel v Anglijo v Aruna Ratanagiri Monastery. Tam je oktobra 2005 postal samanera (menih-novinec) in leto kasneje bhikkhu (menih). Svoje meniško življenje je preživel tudi v Cittaviveka Buddhist Monastery in v Amaravati Buddhist Monastery v Angliji ter v Bodhinyanarama Buddhist Monastery na Novi Zelandiji. Njegov preceptor je Častiti Ajahn Sumedho.
Živel je v Gozdnem budističnem samostanu Samanadipa v Goljeku pri Trebnjem, ki ga je ustanovil aprila 2016; predstojnik samostana je bil od ustanovitve do decembra 2022. Meniški stan je zapustil februarja 2023. Zdaj deluje kot specializant psihoterapije in kot učitelj budizma.
Deluje tudi kot administrator Path Press, je urednik pri Path Press Publications in prevajalec Budovih učenj v slovenščino. Je avtor dveh biograpskih knjig, The Hermit of Bundala in The Island Within. Izdal je tudi dva prevoda: Dhammapada in Atthakavagga.